# Nyengwe
Nyengwe är ett vattendrag i Burundi som mynnar i Tanganyikasjön. Det rinner genom den sydvästra delen av landet, 90 km söder om Burundis största stad Bujumbura.